# Todus
Famille
Genre
Todus est un genre constitué de 5 espèces existantes d'oiseaux appelés todiers. C'est le seul genre de la famille des Todidae.

## Description
Les todiers sont de petits oiseaux (10 à 11,5 cm) ressemblant un peu à des martins-pêcheurs dodus, à long bec rouge, gorge rouge et plumage dorsal vert luisant.

## Habitat et répartition

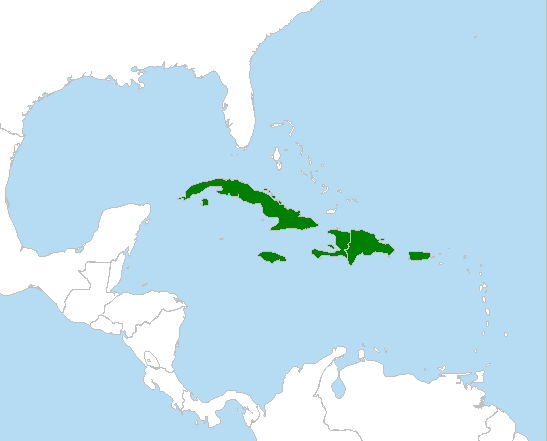
Carte de répartition des espèces du genre Todus.

Ils vivent dans les Grandes Antilles, où ils fréquentent les forêts et zones boisées tropicales.

## Liste des espèces
D'après la classification de référence (version 5.1, 2015) du Congrès ornithologique international (ordre phylogénique) :
- Todus multicolor – Todier de Cuba
- Todus subulatus – Todier à bec large
- Todus angustirostris – Todier à bec étroit
- Todus todus – Todier de Jamaïque
- Todus mexicanus – Todier de Porto Rico